# Maybe I’m Amazed
Maybe I’m Amazed (englisch für „Möglicherweise bin ich überrascht“) ist ein Lied des britischen Musikers Paul McCartney, das 1970 auf seinem Album McCartney und 1977 als Wings Single A-Seite veröffentlicht wurde. Komponiert wurde es von Paul McCartney.

## Hintergrund
Paul McCartney sagte 2002 über die Entstehung von Maybe I'm Amazed: „Ich saß in London, spielte Klavier, und der Song schrieb sich irgendwie von selbst – er spiegelte meine Gefühle ihr (Linda) gegenüber wider. Es ist ein Favorit von mir geblieben.“
McCartney schrieb den Song 1969, nachdem John Lennon im September die Trennung von der Band The Beatles, in der auch McCartney mitwirkte, verkündet hatte. Er schrieb seiner Frau Linda zu, dass sie ihm geholfen hatte, die schwierige Zeit der Trennung der Beatles zu überstehen. Obwohl der größte Teil seines Debüt-Soloalbums in seinem Haus in London aufgenommen wurde, nahm McCartney Maybe I’m Amazed vollständig in den Londoner Abbey Road Studios auf.
Maybe I’m Amazed wurde sogar von McCartneys ehemaligem Bandkollegen George Harrison gelobt, der sich größtenteils abfällig über den Rest des Albums äußerte: „That Would Be Something und Maybe I’m Amazed finde ich großartig und alles andere finde ich akzeptabel, weißt du. Ich denke, diese beiden Tracks sind sehr gut und die anderen geben mir einfach nichts.“
Maybe I’m Amazed, einer der ersten Solosongs McCartneys, erhielt bei seiner Veröffentlichung beträchtliches Radio-Airplay. McCartney lehnte es 1970 ab, den Song als Single zu veröffentlichen, was er später als „dämlich“ bezeichnete. Es wurde jedoch ein Musikvideo gedreht, das Standbilder von McCartney, seiner Frau Linda, seiner Stieftochter Heather und seiner Tochter Mary enthielt und erstmals am 19. April 1970 in Großbritannien auf ITV und in den USA in der Ed Sullivan Show von CBS Television ausgestrahlt wurde. Das Video wurde von David Puttnam inszeniert und von Charlie Jenkins in 35-mm-Farbe produziert.
Die ursprüngliche Studioversion des Songs endete mit einer Ausblendung anstelle eines vollständigen Endes, McCartney komponierte erst später ein Ende, das auf den Live-Versionen ab 1972 des Songs zu hören ist.
Die Single der Wings-Liveversion Maybe I’m Amazed erreichte 1977 Platz 28 in den britischen Charts und Platz 10 der US-amerikanischen Charts.
Maybe I’m Amazed wurde für McCartney der 13. Top-Ten-Hit in den US-amerikanischen Charts.
Maybe I’m Amazed erreichte Platz 338 in der Liste der „500 größten Songs aller Zeiten“, die im November 2004 vom Rolling-Stone-Magazin zusammengestellt wurde, und es ist der einzige Solo-McCartney-Song, der auf diese Liste kam. In einem Interview 2009 mit Journalisten, das in London stattfand, um sein Live-Album Good Evening New York City zu promoten, sagte McCartney, „Maybe I’m Amazed“ sei „der Song, für den er in Zukunft vielleicht in Erinnerung bleiben möchte“.

## Aufnahme
Maybe I’m Amazed wurde am 22. Februar 1970 während der Aufnahmen zum Album McCartney in den Londoner Abbey Road Studios (Studio 2) mit Paul McCartney als Produzenten aufgenommen. Phil McDonald war Toningenieur der Aufnahmen.
Die Abmischung des Liedes erfolgte ebenfalls in den Abbey Road Studios am 22. Februar 1970.
Besetzung:
- Paul McCartney: Gesang, E-Gitarre, Bassgitarre, Klavier, Orgel, Schlagzeug
- Linda McCartney: Hintergrundgesang

## Veröffentlichung
- Maybe I’m Amazed wurde ursprünglich am 17. April 1970 auf dem Album McCartney veröffentlicht.
- In Mexiko wurde im Jahr 1970 folgende 7"-Vinyl-Promotionsingle hergestellt: Man We Was Lonely / Maybe I’m Amazed.[4]
- Am 4. Februar 1977 (USA: 4. Februar 1977) erschien die Wings-Live-Single Maybe I’m Amazed / Soily.[5] Die Single wurde aus dem Livealbum Wings over America ausgekoppelt. Die Promotionsingle[6] wurde in den USA wie folgt veröffentlicht: auf der A-Seite befindet sich eine Monoversion und auf der B-Seite die Album-/Singleversion des Liedes. Weiterhin erschien in den USA eine 12″-Vinyl-Promotionsingle, die folgenden Inhalt hat: Maybe I’m Amazed (Short-Version Mono) / Maybe I’m Amazed (Album-Version Mono) / Maybe I’m Amazed (Short-Version Stereo) / Maybe I’m Amazed (Album-Version Stereo).[7] Diese 12″-Vinyl-Single wurde im April 2013 anlässlich des Record Store Day wiederveröffentlicht.
- Im Dezember 1980 erschien erstmals die Studioversion von Maybe I’m Amazed in den USA von Columbia Records in einer Serie von Wiederveröffentlichungen.[8]
- Im Januar 2001 wurde Maybe I’m Amazed / Band on the Run in orangefarbenem Vinyl, mit einer von McCartney gesprochenen Einleitung als Jukebox-Single veröffentlicht.[9]
- Am 2. November 1987 erschien Maybe I’m Amazed auf dem Kompilationsalbum All the Best!, am 7. Mai 2001 auf Wingspan: Hits and History und am 10. Juni 2016 auf Pure McCartney.
- Am 19. Oktober 1999 wurde auf dem Album Working Classical eine Instrumentalversion von Maybe I’m Amazed veröffentlicht.
- Am 13. Juni 2005 wurde das Album Twin Freaks veröffentlicht, das eine remixte Version von Maybe I’m Amazed enthält.
- Im Juni 2011 wurde das Album McCartney, zum dritten Mal remastert, wiederveröffentlicht. Die Special Edition enthält zusätzlich noch eine Version aus 1974 sowie eine Liveversion (Live at Glasgow) aus 1979 von Maybe I’m Amazed.
- Liveversionen von Maybe I’m Amazed erschienen auf folgenden Alben: Wings over America (1976), Tripping the Live Fantastic (1990), Back in the U.S. (2002) und Back in the World (2003).
- Am 14. Juni 2024 erschien das Wings-Album One Hand Clapping, es enthält Aufnahmen aus dem August 1974, so auch Maybe I’m Amazed.

## Coverversionen
Es gibt über 80 Coverversionen von Maybe I’m Amazed. Es haben unter anderen Billy Joel, The Faces, Petula Clark, Elkie Brooks, Nancy Sinatra und Joe Cocker das Lied interpretiert.